# Лукоран
Лукоран (хорв. Lukoran) — населений пункт у Хорватії, у Задарській жупанії у складі громади Преко.

## Населення
Населення за даними перепису 2011 року становило 503 осіб.
Динаміка чисельності населення поселення:

## Клімат
Середня річна температура становить 15,13 °C, середня максимальна – 27,02 °C, а середня мінімальна – 3,39 °C. Середня річна кількість опадів – 853 мм.
| Клімат поселення                              | Клімат поселення | Клімат поселення | Клімат поселення | Клімат поселення | Клімат поселення | Клімат поселення | Клімат поселення | Клімат поселення | Клімат поселення | Клімат поселення | Клімат поселення | Клімат поселення | Клімат поселення |
| Показник                                      | Січ.             | Лют.             | Бер.             | Квіт.            | Трав.            | Черв.            | Лип.             | Серп.            | Вер.             | Жовт.            | Лист.            | Груд.            |                  |
| Середній максимум, °C                         | 11,52            | 11,16            | 13,41            | 16,61            | 21,48            | 25,66            | 27,03            | 26,83            | 22,58            | 18,88            | 14,39            | 11,80            |                  |
| Середня температура, °C                       | 7,63             | 7,28             | 9,53             | 12,72            | 17,61            | 21,78            | 24,29            | 24,08            | 19,83            | 16,13            | 11,64            | 9,06             |                  |
| Середній мінімум, °C                          | 3,74             | 3,39             | 5,63             | 8,83             | 13,71            | 17,89            | 21,53            | 21,32            | 17,07            | 13,36            | 8,89             | 6,31             |                  |
| Норма опадів, мм                              | 73               | 61               | 64               | 67               | 64               | 52               | 29               | 49               | 96               | 104              | 102              | 92               |                  |
| Середньомісячна швидкість вітру, м/с          | 2.99             | 3.11             | 3.25             | 3.11             | 2.71             | 2.51             | 2.51             | 2.41             | 2.62             | 2.79             | 3.40             | 3.26             |                  |
| Середньомісячна сонячна радіація, кДж/м²·день | 5015             | 7778             | 11449            | 16369            | 20658            | 22935            | 24616            | 21245            | 15697            | 10064            | 5445             | 4263             |                  |
| --------------------------------------------- | ---------------- | ---------------- | ---------------- | ---------------- | ---------------- | ---------------- | ---------------- | ---------------- | ---------------- | ---------------- | ---------------- | ---------------- | ---------------- |
| Джерело:                                      |                  |                  |                  |                  |                  |                  |                  |                  |                  |                  |                  |                  |                  |